# 上柚木
上柚木（かみゆぎ）は、東京都八王子市の地名。現行行政町名は丁番なしの上柚木と上柚木二丁目及び上柚木三丁目。住居表示未実施区域。郵便番号は192-0373（八王子南郵便局管区）。

## 地理
東京都八王子市の南部に位置する。地内南部は集合住宅を中心とした住宅地、北部は公園や学校、戸建住宅で占められている。東で下柚木・南大沢、西・南で鑓水、北で中山・下柚木と隣接する。

### 地価
住宅地の地価は、2014年（平成26年）1月1日の公示地価によれば、上柚木字四号206番4の地点で10万4000円/m2となっている。

## 歴史

### 沿革
- 1994年（平成6年）4月1日 - 八王子市立上柚木中学校・八王子市立愛宕小学校が開校
- 1995年（平成7年）4月1日 - 八王子市立上柚木小学校が開校

### 主な出来事
- 1976年（昭和51年）8月4日 - 上柚木郵便局（当時は特定郵便局）から金庫が盗まれる。局舎の壁に穴を開けられる大掛かりなもの[6]。

## 世帯数と人口
2017年（平成29年）12月31日現在の世帯数と人口は以下の通りである。
| 町丁・丁目   | 世帯数    | 人口     |
| ------------ | --------- | -------- |
| 上柚木       | 1,158世帯 | 2,606人  |
| 上柚木二丁目 | 854世帯   | 2,220人  |
| 上柚木三丁目 | 2,415世帯 | 6,302人  |
| 計           | 4,427世帯 | 11,128人 |

## 小・中学校の学区
市立小・中学校に通う場合、学区は以下の通りとなる。
| 町丁・丁目   | 番地 | 小学校                   | 中学校                 |
| ------------ | --- | ------------------------ | ---------------------- |
| 上柚木       | 154〜173番地、183番地〜197番地1 198番地1、199〜201番地 | 八王子市立鑓水小学校     | 八王子市立鑓水中学校   |
| 上柚木       | 227番地、242〜243番地 247〜248番地、291番地 | 八王子市立上柚木小学校   | 八王子市立上柚木中学校 |
| 上柚木       | 685〜695番地、734〜738番地 839〜843番地、847〜848番地 1022〜1056番地、1070〜1077番地 1078番地（都道の南側） 1079〜1081番地、1085〜1101番地 1109〜1131番地、1135番地 1136番地（都道の南側） 1137〜1156番地 | 八王子市立愛宕小学校     | 八王子市立上柚木中学校 |
| 上柚木       | 1550〜1789番地、2012〜2069番地 2074〜2077番地、2097〜2098番地 2174番地以降 | 八王子市立由木中央小学校 | 八王子市立由木中学校   |
| 上柚木       | その他 | 八王子市立由木西小学校   | 八王子市立由木中学校   |
| 上柚木二丁目 | 1〜15番地 1886番地以降 | 八王子市立愛宕小学校     | 八王子市立上柚木中学校 |
| 上柚木二丁目 | その他 | 八王子市立上柚木小学校   | 八王子市立上柚木中学校 |
| 上柚木三丁目 | 9〜12番地 14番地 16〜18番地 | 八王子市立上柚木小学校   | 八王子市立上柚木中学校 |
| 上柚木三丁目 | その他 | 八王子市立愛宕小学校     | 八王子市立上柚木中学校 |

## 交通

犬吠池歩道橋

### 鉄道
上柚木には鉄道路線は通っていない。京王相模原線南大沢駅が最寄駅になる。

### 道路・橋梁
- 東京都道20号・神奈川県道525号府中相模原線（柚木街道）
- 神子沢橋
- 山吹橋
- とうどう橋
- 犬吠池歩道橋 1995年3月竣工 東京都建造
- 上柚木西歩道橋
- 湯沢歩道橋
- 山帽歩道橋
- うぐいすかぐら橋
- 栃の木歩道橋
- 辛夷歩道橋

## 施設

### 教育
- 小学校
  - 八王子市立由木西小学校
  - 八王子市立上柚木小学校
  - 八王子市立愛宕小学校

- 中学校
  - 八王子市立上柚木中学校

### 商業

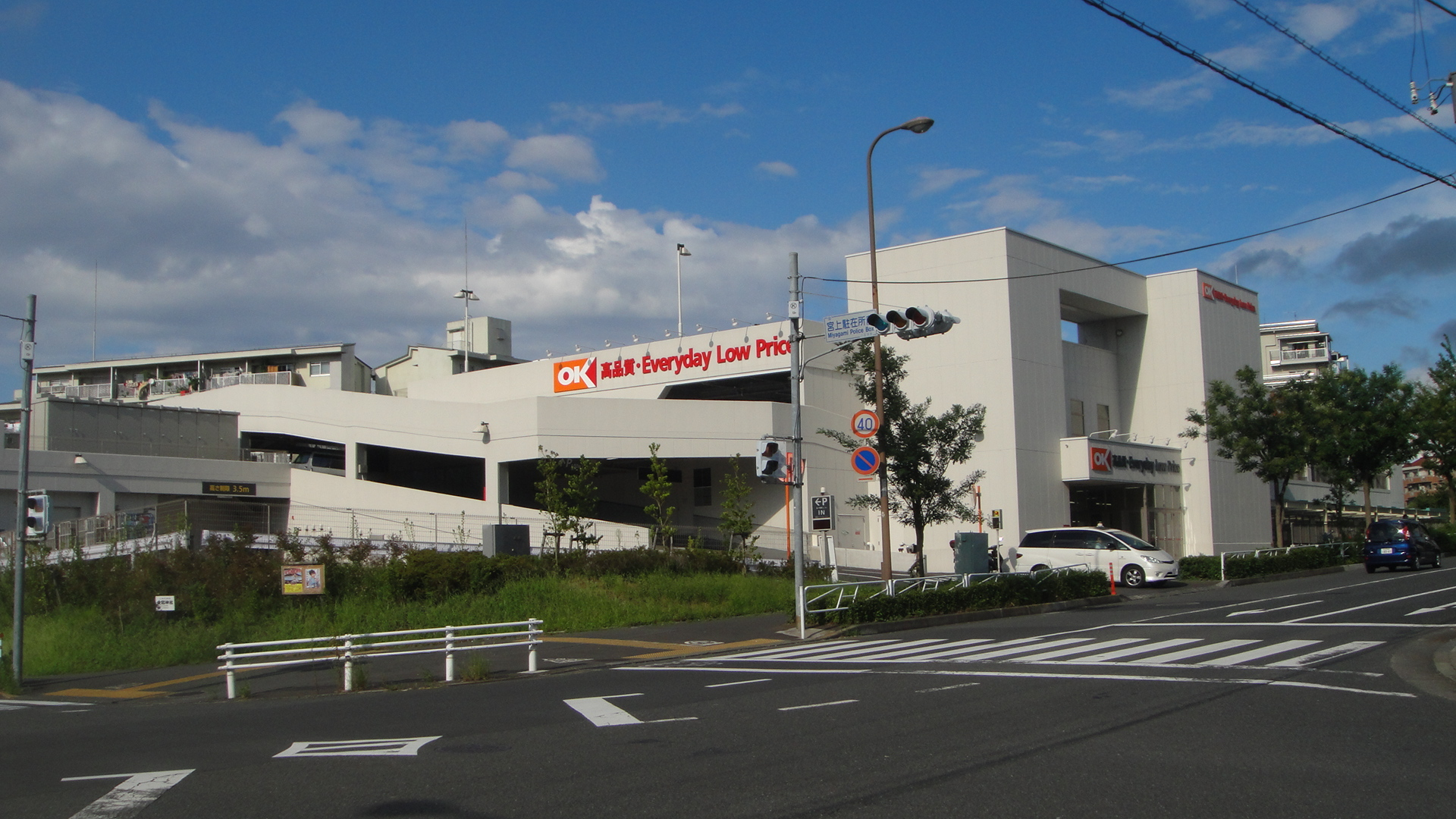
オーケー南大沢店

- オーケー南大沢店
- ジェーソン
- ひな鳥山八王子本店

### 霊園
- ゆぎ霊園

### 公園
- ひだまり公園
- 多摩ニュータウン 上柚木優先分譲地協力公園
- 郷戸公園
- 郷戸緑地
- そよかぜ公園
- 上柚木公園
  - 上柚木公園野球場
  - 上柚木公園陸上競技場